# Лончарица
Лончарица је насељено мјесто града Грубишног Поља, у Бјеловарско-билогорској жупанији, Република Хрватска.

## Географија
Лончарица се налази око 13 км сјевероисточно од Грубишног Поља.

## Историја
Почетком 20. века село Лончарица је било у саставу православне парохије Велика Ператовица. Школска деца су ишла у комуналну школу у селу Велика Дапчевица.

### Други светски рат
Из села Лончарица срез Грубишно поље протеран је велики број српских породица: из села Лончарице 19, из Дабчевице 8, из Мале Петратовице 16 богатијих и угледних српских земљорадничких породица, из Великог Грђевца све породице које су имале више од 10 јутара земље. На њихова имања одмах су доведени Хрвати из Загорја.

## Становништво
Према попису становништва из 2011. године, насеље Лончарица је имало 79 становника.
| Националност       | 1991. | 1981. | 1971. | 1961. |
| Срби               | 186   | 174   | 217   | 254   |
| Хрвати             | 9     | 15    | 14    | 26    |
| Југословени        | 2     | 31    | 5     |       |
| остали и непознато | 2     |       | 2     | 4     |
| Укупно             | 199   | 220   | 238   | 284   |

| Демографија | Демографија | Демографија |
| Година      | Становника  | Становника  |
| ----------- | ----------- | ----------- |
| 1961.       | 284         |             |
| 1971.       | 238         |             |
| 1981.       | 220         |             |
| 1991.       | 199         |             |
| 2001.       | 110         |             |
| 2011.       |             | 79          |